# Ephydroidea
Ephydroidea là một liên họ ruồi.